# Brucine
Brucine is een giftige stof die behoort tot de alkaloïden en die verwant is aan strychnine. Bij kamertemperatuur komt het voor als kleine witte kristallen. Het is een erg bittere stof.

## Voorkomen
Brucine komt voor, zoals strychnine, in de zaden van Strychnos-plantensoorten: Strychnos nux-vomica (ca. 1,1% brucine) en Strychnos ignatii (1 tot 1,2% brucine). De bast van Strychnos nux-vomica bevat ongeveer 2,4% brucine. Ook in Strychnos tiente komt brucine voor.

## Toepassingen
Brucine en zouten van brucine gebruikt men, in zeer kleine concentraties, om oliën en alcoholen te denatureren voor gebruik in onder andere cosmetische producten.
Brucine is in het verleden, zoals strychnine, ook gebruikt als verdelgingsmiddel voor ratten en andere knaagdieren, mollen en andere ongewenste dieren.
In de homeopathische geneeskunde worden strychnine- en brucinebevattende extracten van Nux vomica (braaknoot, de gedroogde, rijpe zaden van Strychnos nux-vomica) en van Strychnos ignatii gebruikt.

## Toxicologie en veiligheid
Brucine is een zeer toxische stof door ingestie of inhalatie; de effecten van brucine zijn te vergelijken met die van strychnine, dat evenwel veel sterker toxisch werkt. Brucine werkt ook als een zenuwgif en veroorzaakt misselijkheid, braakneigingen, spiersamentrekkingen, en verlamming van de zenuwuiteinden; in grote dosis ingenomen, veroorzaakt het hevige stuiptrekkingen.